# Evan Jones (sceneggiatore)
Evan Jones (Parrocchia di Portland, 29 dicembre 1927 – Shrewsbury, 31 luglio 2012) è stato uno sceneggiatore giamaicano.

## Biografia
Evan Jones nacque nel 1927, figlio di un coltivatore di banane. Crebbe nella Giamaica rurale e studiò nel prestigioso Munro College e al Haverford College in Pennsylvania. Si laureò al Wadham College, Oxford nel 1952 con un BA (Hons) in letteratura inglese.
I suoi lavori includono la serie di documentari televisivi The Fight Against Slavery e molti film diretti da Joseph Losey inclusi Eva (una collaborazione con Hugo Butler, 1962), Per il re e per la patria (1964) e Modesty Blaise - La bellissima che uccide (1966). Altre sceneggiature includono Funerale a Berlino (1966), Fuga per la vittoria (1981) e A Show of Force  (1990). È anche l'autore di Madhouse on Castle Street (1963), una produzione della BBC ormai persa che caratterizzò il debutto di Bob Dylan. Jones ha scritto inoltre poesie, biografie e favole per bambini.

## Filmografia parziale
- Per il re e per la patria (King and Country), regia di Joseph Losey (1964)
- Funerale a Berlino (Funeral in Berlin), regia di Guy Hamilton (1966)
- Modesty Blaise - La bellissima che uccide (Modesty Blaise), regia di Joseph Losey (1966)
- Ad un'ora della notte (Night Watch), regia di Brian G. Hutton (1973)
- Fuga per la vittoria (Escape to Victory), regia di John Huston (1981)